# Hovenweep nationalmonument

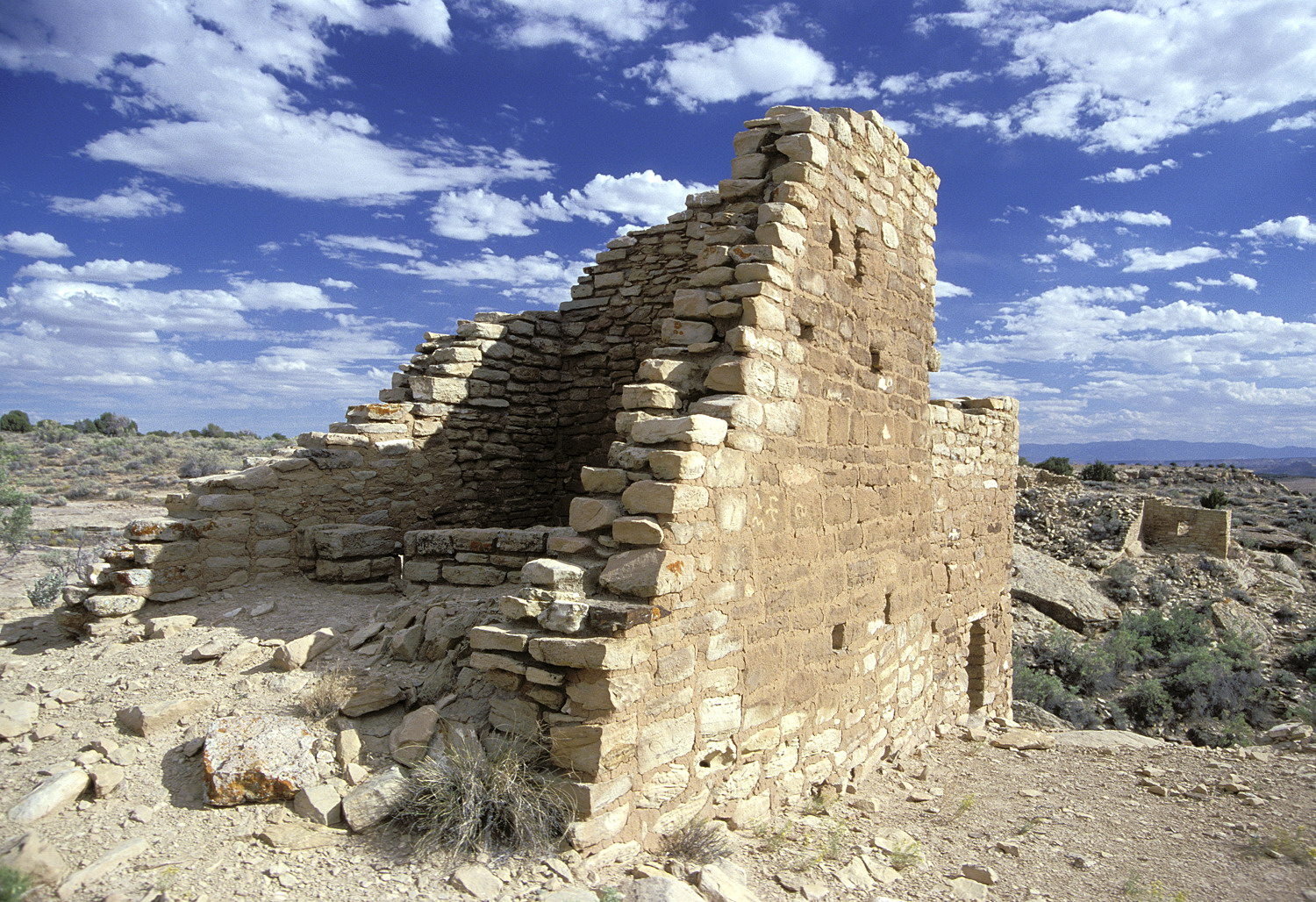
Hovenweep nationalmonument

Hovenweep nationalmonument ligger dels i delstaten Colorado, dels i delstaten Utah i USA. Här bevaras ruinerna av sex stycken förhistoriska byar från puebloindianernas tid. Ruinerna består av torn och hus med flera våningar, byggda i tegel och sten.
Man har funnit spår av mänsklig aktivitet i området som är 10 000 år gamla. Man tror att området fick bofast befolkning 900 e.Kr. och att det på sent 1100-tal bodde cirka 2500 människor i Hovenweep. Ruinerna är från 1100-1200tal.
Nationalmonumentet är till ytan större än Mesa Verde nationalpark som ligger i närheten. Men till skillnad från Mesa Verde är Hovenweep inte tillgänglig i större utsträckning med bil.